# Олександр Ком'яхов
Олександр Ком'яхов (псевдонім KomSa;  2 березня 1977, Київ) – український ілюстратор.

## Біографія
Закінчив КХПТ (інститут ім. Бойчука) у 1998-му та НАОМА у 2004-му.
З 90-х працював у галузях ілюстрації книжкових та періодичних видань, а також у графічній прозі. У 2000-х працював в анімації, ігровій індустрії та кіно у якостях 2D/3D художника, артдиректора та художника постановника.
Зараз працює над створенням книжкових ілюстрацій, сторібордів, принтів. Бере участь у організації перформансів з малюванням наживо. Адмін/співзасновник спільноти Ілюстрактор.
Також, намалював типових мітингуючих Євромайдану та Грушевського.
Зібрав близько 71 тисячі долларів разом з мистецтвознавцем Михайлом Баделіним на краудфандиговій платформі Kickstarter. Вони створили Deus lo Vult («Так бажає Бог») — настільну гру про хрестові походи.

## Твори
Ілюстрації до книг
- Дорж Бату - «Франческа. Володарка офіцерського жетона», (ВСЛ, 2019)
- Ернест Гемінґвей - «Переможцю не дістається нічого», (ВСЛ, 2019)
- Дорж Бату - «Франческа. Повелителька траєкторій», (ВСЛ, 2018)
- Олександр Ком'яхов - «Книжка про Бобрюки», (Люта справа, 2015)

Мальописи
- «Чуб: Зоряна байка про козака Чубенка», (Nebeskey, 2013)
- «Тато. Кузня зброї», (Люта справа, 2021)

## Нагороди
- «Найкращий художник мальописів 2021» за «Тато. Книга 1. Кузня зброї» (2022). Україна
- «Найкращий мальопис року 2021. Велика форма» за «Тато. Книга 1. Кузня зброї» (2022). Україна